# Giải vô địch bóng đá trẻ châu Á 1968
Giải vô địch bóng đá trẻ châu Á 1968 diễn ra tại Seoul, Hàn Quốc.

## Các đội tham dự
Các đội sau đây tham dự giải đấu:
- Miến Điện
- Hồng Kông
- Ấn Độ
- Israel
- Nhật Bản
- Malaysia
- Philippines
- Singapore
- Việt Nam Cộng hòa
- Hàn Quốc (chủ nhà)
- Đài Loan
- Thái Lan

## Vòng đầu tiên

### Bảng A
| Đội       | ST | T | H | B | BT | BB | HS | Đ |
| --------- | -- | - | - | - | -- | -- | -- | - |
| Hàn Quốc  | 3  | 3 | 0 | 0 | 10 | 2  | +8 | 6 |
| Thái Lan  | 3  | 1 | 1 | 1 | 6  | 5  | +1 | 3 |
| Hồng Kông | 3  | 0 | 2 | 1 | 3  | 6  | –3 | 2 |
| Nhật Bản  | 3  | 0 | 1 | 2 | 0  | 6  | –6 | 1 |

| 2 tháng 5 | Hàn Quốc  | 4–1 | Hồng Kông |
|           | Thái Lan  | 3–0 | Nhật Bản  |
| 4 tháng 5 | Hồng Kông | 2–2 | Thái Lan  |
| 5 tháng 5 | Hàn Quốc  | 3–0 | Nhật Bản  |
| 7 tháng 5 | Nhật Bản  | 0–0 | Hồng Kông |
| 8 tháng 5 | Hàn Quốc  | 3–1 | Thái Lan  |

### Bảng B
| Đội               | ST | T | H | B | BT | BB | HS  | Đ |
| ----------------- | -- | - | - | - | -- | -- | --- | - |
| Miến Điện         | 3  | 3 | 0 | 0 | 14 | 0  | +14 | 6 |
| Philippines       | 3  | 1 | 0 | 2 | 3  | 7  | –4  | 2 |
| Singapore         | 3  | 1 | 0 | 2 | 4  | 9  | –5  | 2 |
| Việt Nam Cộng hòa | 3  | 1 | 0 | 2 | 2  | 7  | –5  | 2 |

| 3 tháng 5 | Philippines       | 3–1 | Singapore         |
|           | Miến Điện         | 4–0 | Việt Nam Cộng hòa |
| 5 tháng 5 | Việt Nam Cộng hòa | 1–0 | Philippines       |
|           | Miến Điện         | 5–0 | Singapore         |
| 8 tháng 5 | Miến Điện         | 5–0 | Philippines       |
|           | Singapore         | 3–1 | Việt Nam Cộng hòa |

### Bảng C
| Đội      | ST | T | H | B | BT | BB | HS  | Đ |
| -------- | -- | - | - | - | -- | -- | --- | - |
| Israel   | 3  | 3 | 0 | 0 | 13 | 0  | +13 | 6 |
| Malaysia | 3  | 2 | 0 | 1 | 6  | 6  | 0   | 4 |
| Ấn Độ    | 3  | 1 | 0 | 2 | 4  | 4  | 0   | 2 |
| Đài Loan | 3  | 0 | 0 | 3 | 1  | 14 | –13 | 0 |

| 4 tháng 5 | Malaysia | 2–1 | Ấn Độ    |
|           | Israel   | 7–0 | Đài Loan |
| 7 tháng 5 | Ấn Độ    | 3–0 | Đài Loan |
|           | Israel   | 4–0 | Malaysia |
| 9 tháng 5 | Israel   | 2–0 | Ấn Độ    |
|           | Malaysia | 4–1 | Đài Loan |

## Vong thứ hai

### Bảng 1
| Đội       | ST | T | H | B | BT | BB | HS | Đ |
| --------- | -- | - | - | - | -- | -- | -- | - |
| Israel    | 2  | 1 | 1 | 0 | 3  | 1  | +2 | 3 |
| Miến Điện | 2  | 1 | 1 | 0 | 4  | 2  | +2 | 3 |
| Thái Lan  | 2  | 0 | 0 | 2 | 1  | 5  | –4 | 0 |

| 11 tháng 5 | Israel    | 2–0 | Thái Lan  |
| 12 tháng 5 | Israel    | 1–1 | Miến Điện |
| 13 tháng 5 | Miến Điện | 3–1 | Thái Lan  |

### Bảng 2
| Đội         | ST | T | H | B | BT | BB | HS | Đ |
| ----------- | -- | - | - | - | -- | -- | -- | - |
| Hàn Quốc    | 2  | 2 | 0 | 0 | 7  | 1  | +6 | 4 |
| Malaysia    | 2  | 1 | 0 | 1 | 2  | 5  | –3 | 2 |
| Philippines | 2  | 0 | 0 | 2 | 2  | 5  | –3 | 0 |

| 11 tháng 5 | Hàn Quốc | 3–1 | Philippines |
| 12 tháng 5 | Malaysia | 2–1 | Philippines |
| 13 tháng 5 | Hàn Quốc | 4–0 | Malaysia    |

## Bán kết
| Hàn Quốc | 1 – 1 Miến Điện thắng bằng cách tung đồng xu | Miến Điện |
| -------- | -------------------------------------------- | --------- |
|          |                                              |           |

| Israel | 0 – 1 | Malaysia |
| ------ | ----- | -------- |
|        |       |          |

## Tranh hạng ba
| Hàn Quốc | 0 – 0 Chia sẻ hạng ba | Israel |
| -------- | --------------------- | ------ |
|          |                       |        |

## Chung kết
| Miến Điện | 4 – 0 | Malaysia |
| --------- | ----- | -------- |
|           |       |          |

| Giải vô địch bóng đá trẻ châu Á 1968 |
| ------------------------------------ |
| · Miến Điện · Lần thứ 5              |